# Calamus oxycarpus
Calamus oxycarpus är en enhjärtbladig växtart som beskrevs av Odoardo Beccari. Calamus oxycarpus ingår i släktet Calamus och familjen Arecaceae. Inga underarter finns listade i Catalogue of Life.